# Alpheus soror
Alpheus soror is een garnalensoort uit de familie van de Alpheidae. De wetenschappelijke naam van de soort is voor het eerst geldig gepubliceerd in 1999 door Bruce.